# Schuur Thing
Schuur Thing — третий студийный альбом американской певицы и пианистки Дайан Шуур, выпущенный в 1985 году на лейбле GRP Records. Аранжировщиком и продюсером альбома выступил Дейв Грусин.

## Отзывы критиков
| Оценки критиков                            | Оценки критиков |
| Источник                                   | Оценка          |
| ------------------------------------------ | --------------- |
| AllMusic                                   | [ 2 ]           |
| The Encyclopedia of Popular Music          | [ 3 ]           |
| MusicHound Jazz: The Essential Album Guide | [ 4 ]           |

Ронн Уинн из AllMusic отметил отличный тенор-саксофон от Стэна Гетца и несколько хороших партий. Обозреватель Billboard заявил, что стильная вокалистка в окружении нескольких очень элегантных аранжировок Дейва Грусина создаёт прекрасное впечатление от прослушивания. В журнале Cash Box написали, что это более эффектная, чем прошлогодний дебют, блестящая, как стекло, хорошо спетая работа с участием эклектичных гостей. Крис Альбертсон из Stereo Review заявил, что это не идеальный альбом — голос Шуур заслуживает более внимательного сопровождения, но он даёт ей возможность продемонстрировать значительный талант в работе с разнообразным материалом.

## Список композиций
1. «Needle in a Haystack» (Кон Конрад, Херб Мэджидсон) — 3:13
2. «By Design» (Джоди Виктор, Ларри Прентисс, Стив Лейн, Винс Дикола) — 3:51 — совместно с Хосе Фелисиано
3. «Love Dance» (Иван Линс, Пол Уильямс, Витор Мартинс) — 5:35
4. «Love You Back» (Рэнди Гудрам, Уэйленд Холифилд) — 3:55
5. «Someday We’ll All Be Free» (Донни Хэтэуэй, Эдвард Ховард) — 4:00
6. «It Don’t Mean a Thing If It Ain’t Got That Swing» (Дюк Эллингтон, Ирвинг Миллс) — 3:42
7. «American Wedding Song» (Юджин Макдэниелс) — 4:25 — совместно с Хосе Фелисиано
8. «Take Me to the River» (Эл Грин, Мабон Ходжес) — 5:17
9. «Make a Plan» (Брент Махер, Рэнди Гудрам) — 3:38
10. «No Time for True Love» (Рэнди Гудрам) — 3:38
11. «Sure Thing» (Айра Гершвин, Джером Керн) — 3:16

## Участники записи
- Аранжировка, клавишные, продюсер — Дейв Грусин
- Вокал, фортепиано — Дайан Шуур

## Чарты

### Еженедельные чарты
| Чарт (1986)                       | Высшая позиция |
| --------------------------------- | -------------- |
| США (Billboard Top Jazz Albums)   | 10             |
| США (Cash Box Top 40 Jazz Albums) | 4              |

### Годовые чарты
| Чарт (1986)                       | Позиция |
| --------------------------------- | ------- |
| США (Billboard Top Jazz Albums)   | 30      |
| США (Cash Box Top 30 Jazz Albums) | 12      |